# تری‌متیلل‌پروپان فسفیت
تری‌متیلل‌پروپان فسفیت (به انگلیسی: Trimethylolpropane phosphite) با فرمول شیمیایی C۶H۱۱O۳P یک ترکیب شیمیایی است. که جرم مولی آن ۱۶۲٫۱۲ g/mol می‌باشد. 